# Sundjata Keïta
Sundjata Keïta, noto anche come Sogolon Djata (1217 circa – 1255) è stato il fondatore e primo mansa (imperatore) dell'Impero del Mali, incoronato con il nome di Mari Djata I.
Viene ricordato come un eroe nella tradizione del popolo Mandinka, e le sue gesta sono narrate dai griot (cantori) dell'Africa Occidentale in un corpus di racconti che prende il nome di Epopea di Sundiata.
Il nome "Sundjata" deriva da quello di sua madre, chiamata Sogolon (la "donna bufalo") pare a causa di una gobba, e da Jata ("leone"). Era infatti tradizione presso i popoli Mandé combinare il nome di una persona con quello della madre. Il nome "Keita" è il nome del clan a cui Sundjata apparteneva, come la maggior parte dei successivi imperatori del Mali (la cosiddetta dinastia Keita).

## Biografia
Gran parte delle informazioni su Sundjata sono giunte a noi attraverso la tradizione orale dell'Epica di Sundjata, che viene considerata un racconto semi-storico; sebbene essa contenga certamente elementi leggendari, le linee generali della biografia di Sundjata come emergono dal racconto dei griot sono tenute per verosimili dagli studiosi moderni. Oltre che dall'Epica, diverse informazioni dirette e indirette su Sundjata si ricavano da fonti arabe, per esempio dagli scritti dello storico del XIV secolo Ibn Khaldun.

### Gioventù
Secondo la tradizione, Sundjata era figlio di Naré Maghan Konaté (detto anche Maghan Kon Fatta o Maghan il Bello), re di Dakadjalan, uno dei dodici regni di etnia mandinka della regione allora chiamata Manden (corrispondente all’ odierno Mali meridionale et Guinea settentrionale). A Maghan era stato predetto che se avesse sposato una donna di orribile aspetto, dalla loro unione sarebbe nato un potente sovrano. Maghan era già sposato (a Sassouma Berté) e aveva avuto da lei un figlio, Dankaran Toumani Keita. Tuttavia, quando gli fu presentata Sogolon, la "donna bufalo", ricordò la profezia e la sposò. Il figlio che fu concepito, Sundjata Keita, non era del tutto sano: per buona parte della sua infanzia non fu neppure in grado di camminare.
Alla morte di Maghan (circa 1224), il primogenito Dankaran Tuman ascese al trono, contro la volontà del padre che aveva espresso il desiderio di avere come successore Sundjata, per rispetto della profezia. Il nuovo re, per consolidare la propria posizione, dimostrò subito la propria ostilità verso Sogolon e suo figlio. Secondo la leggenda, fu un insulto ricevuto da Dankaran che fece infuriare Sundjata al punto di farlo alzare per la prima volta sulle sue gambe e camminare. Le angherie da parte del re continuarono, e alla fine Sogolon e Sundjata, costretti all'esilio, si trasferirono nel vicino regno di Mema.

Durante l'esilio di Sundjata, Niana subì l'aggressione del popolo Sosso, che abitava il regno di Kani Soumaoro Kanté (noto anche come Sumanguru), re di Kaniaga, viene rappresentato nell'Epica di Sundjata come un misterioso re-stregone. Le forze di conquista di Soumaoro costrinsero Dankaran alla fuga. Il popolo di Niana, oppresso dall'invasore, decise quindi di inviare messaggeri per avvertire Sundjata dell'accaduto e supplicarlo di intervenire.
Sundjata formò un esercito unendo forze di diversi piccoli regni circostanti ma soprattutto di Mema e di Wagadou, che un tempo era stata il cuore dell'Impero del Ghana. Diede inizio alla guerra contro i Sosso nel 1234, ottenendo la vittoria decisiva l'anno successivo, nella battaglia di Kirina. L'esercito di Sundjata costrinse i Sosso alla fuga e strappò loro tutti i possedimenti, al punto che lo stesso re Soumaoro pare fosse costretto a darsi alla macchia sui monti del Koulikoro. Dopo aver vinto i Sosso, Sundjata proseguì nella sua azione di conquista. I dodici regni del Manden furono unificati sotto la sua corona, col nome di Manden Kurufa
federazione del Mande altri territori furono annessi inclusi Wangara, Oualata e Audaghost. Sundjata ricevette il titolo di mansa, "imperatore", e fu incoronato con il nome di Mari Djata. L'impero prese il nome di Impero del Manden o "Impero del Mali".

### Organizzazione dell'Impero
Sundjata stabilì che la capitale dell'impero fosse Dakadjalan o Niani. Organizzò il proprio impero secondo un modello che presenta analogie con quello adottato nel precedente Impero del Ghana (di cui Niani aveva fatto parte) ma anche molto innovativo. Rispetto all'Impero del Ghana, il Mali era gestito in modo notevolmente più omogeneo; le stesse leggi, per esempio, venivano applicate sostanzialmente invariate in tutto l'impero. Allo stesso tempo, l'amministrazione era decentralizzata attraverso una serie di rappresentanti locali a livello tribale e regionale, organizzati in una struttura gerarchica i cui vertici rispondevano direttamente al mansa. Sundjata istituì inoltre un consiglio chiamato Gbara, formato da rappresentanti di diverse tribù, con poteri significativi; il Gbara poteva infatti in qualche misura controllare l'operato del mansa, e aveva l'ultima parola in fatto di successione al trono.
Sundjata era musulmano (sebbene non di fede ardente come alcuni suoi discendenti), ma fondò il suo regno su principi di tolleranza verso tutti i culti (caratteristica che sarebbe rimasta sostanzialmente invariata in tutta la storia dell'impero). Egli stesso pare indulgesse nelle pratiche rituali animiste della tradizione mandinka, e che si fosse addirittura guadagnato fama di grande mago.

### Morte
Sundjata morì nel 1255. Secondo la tradizione, annegò nel fiume Sankarini, presso il quale ancora oggi si trova un monumento in sua memoria, per altri morì di vecchiaia nel suo palazzo a Dakadjalan. Dopo la sua morte, l'Impero prosperò ancora per quasi quattro secoli, e la maggior parte dei regnanti furono suoi discendenti, appartenenti alla dinastia Keita.